# XDCAM

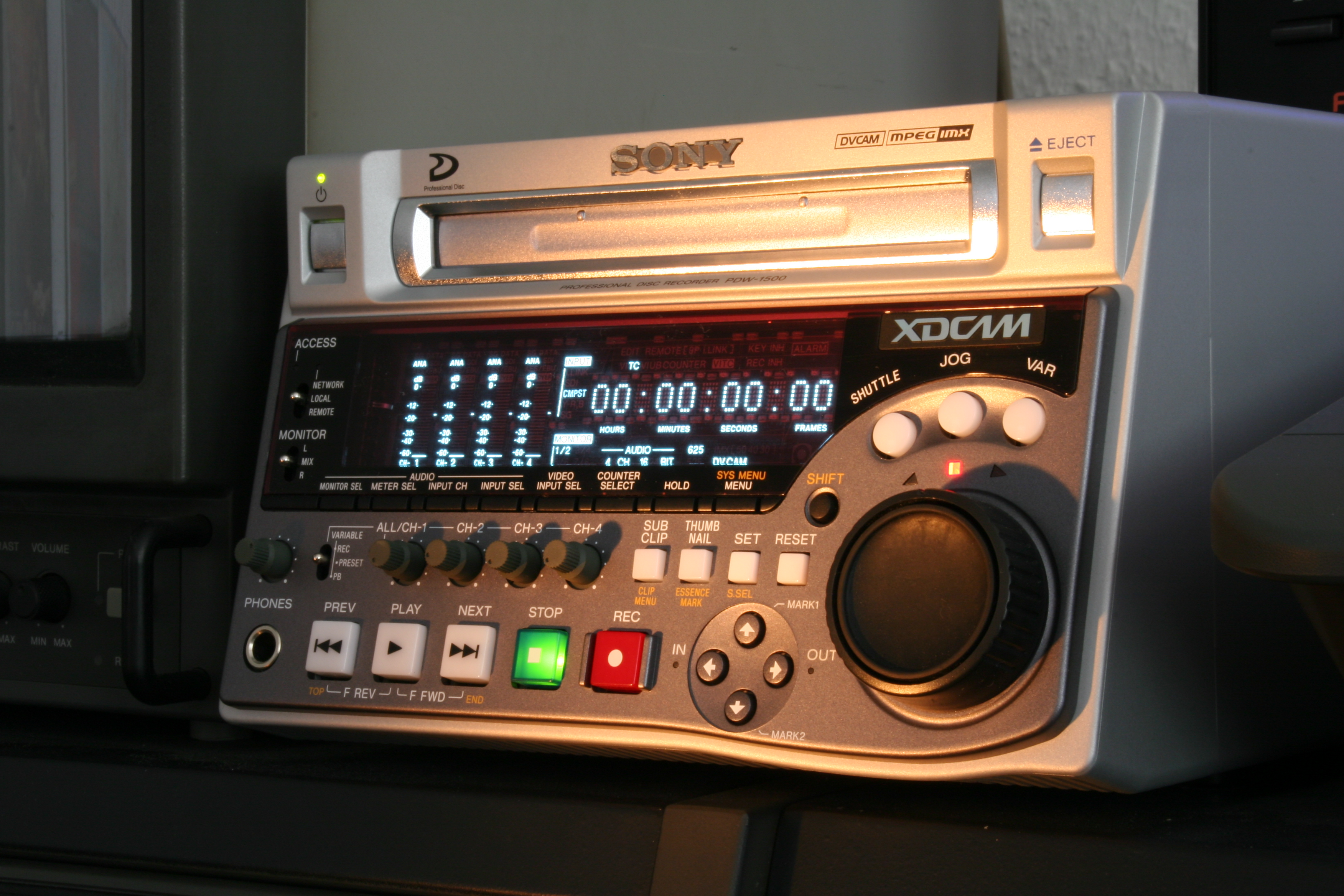
Imagem do XDCAM PDW-1500

XDCAM é a série de produtos para gravação digital, introduzida pela Sony em 2003. Quatro linhas de produtos diferentes — o XDCAM SD, XDCAM HD, XDCAM EX e XDCAM HD422 — diferem nos tipos de codificação utilizado, tipo de recipiente, tamanho do quadro e em mídia de gravação.
Nenhum dos produtos mais tarde fizeram as primeiras linhas de produtos obsoletos. A Sony afirma que diferentes formatos dentro da família XDCAM foram projetadas para atender diferentes aplicações e restrições orçamentárias. A gama XDCAM inclui câmeras e decks que agem como substituições para os tradicionais VTRs, permitindo que os discos XDCAM possam ser usados dentro de uma tradicional fita de vídeo de fluxo de trabalho baseado. Estes decks também podem servir como acesso aleatório em unidades de disco rígido de computador para fácil importação de dados a arquivos de vídeo em sistemas de edição não-linear (NLE) via FireWire (IEEE 1394) e Ethernet.
Em setembro de 2008, a JVC anunciou sua aliança com a Sony para apoiar o formato XDCAM EX. Em agosto de 2009, a Convergent Design começou a enviar o gravador nanoFlash Portable Recorder, que usa o codec Sony XDCAM HD422. Pouco tempo depois, a Rede Globo de Televisão adotou o formato.

## Formatos de Gravação
MPEG IMX permite a gravação em definição standard (SD), usando codificação MPEG-2 com frames em 30, 40 ou 50 Megabits por segundo. Ao contrário da maioria das outras implementações de MPEG-2, IMX usa intraframe compressão com cada quadro ter o mesmo tamanho exato em bytes para simplificar a gravação em fita de vídeo. A Sony afirma que 50 Mbit/s oferece qualidade visual comparável com a Digital Betacam, o MPEG IMX não é suportado pela linha XDCAM EX.
DVCAM usa codificação standard DV, que é executado em 25 Mbit/s, e é compatível com a maioria dos sistemas de edição. Algumas câmeras de vídeo que permitem a gravação DVCAM pode gravar vídeo em progressive-scan.
MPEG HD é usado em todos os produtos da linha, exceto para XDCAM SD. Este formato suporta múltiplos tamanhos de frame, frame rates, escaneando tipos e modos de qualidade. Dependendo do produto ou linha de um determinado modelo, nem todos os modos deste formato são disponíveis.
MPEG HD422 duplica a resolução chroma em comparação com as gerações anteriores de formados de vídeos em alta definição XDCAM. Para acomodar melhor os detalhes chroma, o bitrate de vídeo foi aumentado para 50 Mbit/s. Este formato é usado somente em produtos XDCAM HD422.
Proxy AV é usado em gravações baixas para vídeos proxy. Esse formato emprega MPEG-4 com 1.5 Mbit/s (resolução CIF) com 64 kbit/s (8 kHz A-law, qualidade ISDN) para cada canal de áudio.
| Nome do Formato | Conteúdo    | Codificação                                                              | Profundidade de Bits | Amostragem de Cor | Tamanho de Frame                                     | Frame Rate e Scanning Type             | Video bit rate, Mbit/s          | Codificação de Áudio                          |
| --------------- | ----------- | ------------------------------------------------------------------------ | -------------------- | ----------------- | ---------------------------------------------------- | -------------------------------------- | ------------------------------- | --------------------------------------------- |
| DVCAM           | MXF, DV-AVI | DV                                                                       | 8                    | 4:2:0             | 720x576                                              | 25i, 25p                               | 25 (CBR)                        | PCM 4 ch/16 bit/48 kHz                        |
| DVCAM           | MXF, DV-AVI | DV                                                                       | 8                    | 4:1:1             | 720x480                                              | 29.97i, 29.97p                         | 25 (CBR)                        | PCM 4 ch/16 bit/48 kHz                        |
| MPEG IMX        | MXF         | MPEG-2 422P@ML                                                           | 8                    | 4:2:2             | 720x576                                              | 25i, 25p                               | 30 (CBR), 40 (CBR), 50(CBR)     | PCM 8 ch/16 bit/48 kHz, or 4 ch/24 bit/48 kHz |
| MPEG IMX        | MXF         | MPEG-2 422P@ML                                                           | 8                    | 4:2:2             | 720x480                                              | 29.97i, 29.97p, 23.98p                 | 30 (CBR), 40 (CBR), 50(CBR)     | PCM 8 ch/16 bit/48 kHz, or 4 ch/24 bit/48 kHz |
| MPEG HD         | MXF, MP4    | MPEG-2 MP@H14/HL                                                         | 8                    | 4:2:0             | 1920x1080                                            | 29.97i, 25i, 29.97p, 25p, 23.98p       | 35 (VBR)                        | PCM 4 ch/16 bit/48 kHz                        |
| MPEG HD         | MXF, MP4    | MPEG-2 MP@H14/HL                                                         | 8                    | 4:2:0             | 1440x1080                                            | 29.97i, 29.97p, 23.98p (pulldown), 25p | 18 (VBR), 25 (CBR), 35 (VBR)    | PCM 4 ch/16 bit/48 kHz                        |
| MPEG HD         | MXF, MP4    | MPEG-2 MP@H14/HL                                                         | 8                    | 4:2:0             | 1280x720                                             | 59.94p, 29.97p, 23.98p, 50p, 25p       | 25 (CBR), 35 (VBR), 19 (CBR)[1] | PCM 4 ch/16 bit/48 kHz                        |
| MPEG HD422      | MXF         | MPEG-2 422P@HL                                                           | 8                    | 4:2:2             | 1920x1080                                            | 29.97i, 25i, 29.97p, 25p, 23.98p       | 50 (CBR)                        | PCM 8 ch/16 bit/48 kHz, or 4 ch/24 bit/48 kHz |
| MPEG HD422      | MXF         | MPEG-2 422P@HL                                                           | 8                    | 4:2:2             | 1280x720                                             | 59.94p, 50p, 23.98p (pulldown)         | 50 (CBR)                        | PCM 8 ch/16 bit/48 kHz, or 4 ch/24 bit/48 kHz |
| Proxy AV        | MXF         | MPEG-4 Part-2 (ASP) (ISO 14496-10: Mpeg4 visual) Simple Profile Level 4a | 8                    | 4:2:0             | 25p, 50i: CIF (352x288) 24p, 30p, 60i: SIF (352x240) | 25p, 50i 24p, 30p, 60i                 | 1.5                             | A-Law 4 ch/8 bit/8 kHz                        |

↑ 1 720p @ 19 Mbit/s é oferecido pela JVC e é equivalente ao HDV 720p
↑ 2 GOV (group of VOP) size is 10 VOP (for 25 and 30p) and is 12 VOP (for 24p). VOP = Video Object Plane